# Torneo de Umag 2025
El Plava Laguna Croatia Open Umag 2025 fue un torneo de tenis perteneciente al ATP Tour 2025 en la categoría ATP Tour 250. El torneo tuvo lugar en la ciudad de Umag (Croacia), desde el 20 hasta el 26 de julio de 2025 sobre tierra batida.

## Distribución de puntos
| Categoría            | G   | F   | SF  | CF | R16 | R32 | C  | C2 | C1 |
| Individual masculino | 250 | 165 | 100 | 50 | 25  | 0   | 13 | 7  | 0  |
| Dobles masculino     | 250 | 150 | 90  | 45 | 20  | 0   | -  | -  | -  |

## Cabezas de serie

### Individuales masculino
| Tenista              | Ranking | Preclasificados |
| Francisco Cerúndolo  | 20      | 1               |
| Luciano Darderi      | 55      | 2               |
| Camilo Ugo Carabelli | 59      | 3               |
| Damir Džumhur        | 70      | 4               |
| Mariano Navone       | 75      | 5               |
| Roberto Carballés    | 79      | 6               |
| Kamil Majchrzak      | 81      | 7               |
| Vít Kopřiva          | 83      | 8               |

- Ranking del 14 de julio de 2025.[2]

### Dobles masculino
| Tenista                       | Ranking | Preclasificados |
| Guido Andreozzi Sander Arends | 72      | 1               |
| Adam Pavlásek Jan Zieliński   | 80      | 2               |
| Ivan Dodig Jamie Murray       | 87      | 3               |
| Romain Arneodo Manuel Guinard | 98      | 4               |

## Campeones

### Individual masculino
Luciano Darderi venció a  Carlos Taberner por 6-3, 6-3

### Dobles masculino
Romain Arneodo /  Manuel Guinard vencieron a  Patrik Trhac /  Marcus Willis por 7-5, 7-6(7-2)